# Louis Schweitzer
Louis Schweitzer (Genève, 8 juli 1942) is een Frans zakenman. Hij was tussen 1992 en 2005 bestuursvoorzitter van Renault. Schweitzer is de zoon van Pierre-Paul Schweitzer, die voorzitter was van het IMF tussen 1963 en 1973.
Louis Schweitzer is geboren in een rijke protestantse familie uit de Elzas en is een familielid van Albert Schweitzer en Jean-Paul Sartre.

## Vilvoorde
Schweitzer maakte carrière in de openbare sector en was directeur in het kabinet van Laurent Fabius in de regering van Pierre Mauroy.
Vanaf 1986 was Schweitzer werkzaam bij Renault. Hij was vooral bekend als de grote baas die begin 1997 de Renault-fabriek in Vilvoorde sloot. Toen gingen 3100 werkplaatsen verloren.
Bij de sluiting had Schweitzer de Belgische arbeidswetten overtreden. Hij werd hiervoor in 1998 veroordeeld door de correctionele rechtbank van Brussel met boete van 10 miljoen Belgische frank. Twee vakbonden en elf werknemers kregen als burgerlijke partij elk 1 symbolische frank.
De manier waarop het ontslag in België werd aangekondigd heeft ertoe geleid tot de opstelling van de Wet Renault zoals de wet nu wordt genoemd. Daarbij moet de werkgever alle werknemers schriftelijk meedelen dat er een voornemen is tot collectief ontslag. De werknemers kunnen dan vragen stellen en pas dan mag de beslissing worden genomen.

## Bestuurslid
Na zijn loopbaan bij Renault werd Schweitzer bestuurslid en voorzitter van tal van Franse culturele, sociale en economische bestuurs- en adviesraden o.a. bij BNP Paribas, Philips, Renault, Le Monde, het Louvre en het Festival van Avignon.
Begin 2010 werd hij benoemd tot voorzitter van de raad van beheer bij vrachtwagenbouwer Volvo AB. Hij volgt er Finn Johnsson op, die in functie was sinds 2004.

## Élysée-afluisterschandaal
Hij werd in 2002 schuldig bevonden aan het afluisteren van de telefoon van Jean-Edern Hallier als onderdeel van een speciale eenheid van het Élysée-paleis en kreeg hiervoor een boete. Het Hof van Cassatie bevestigde zijn veroordeling in 2008.